# 761-й истребительный авиационный полк
761-й истребительный авиационный Полоцкий орденов Суворова и Кутузова полк (761-й иап) — воинская часть Военно-воздушных сил (ВВС) Вооружённых Сил РККА, принимавшая участие в боевых действиях Великой Отечественной войны, вошедшая в состав ВВС России после распада СССР.

## Наименования полка
- 761-й истребительный авиационный полк;
- 761-й истребительный авиационный Полоцкий полк;
- 761-й истребительный авиационный Полоцкий ордена Кутузова полк;
- 761-й истребительный авиационный Полоцкий орденов Суворова и Кутузова полк;
- 761-й истребительный авиационный Полоцкий орденов Суворова и Кутузова полк ПВО;
- 761-й учебный авиационный Полоцкий орденов Суворова и Кутузова полк;
- Полевая почта 53921.

## Создание полка
761-й истребительный авиационный полк сформирован в период с 4 по 28 января 1942 года в ВВС Среднеазиатского военного округа на аэродроме в районе ст. Геок-Тепе Ашхабадской железной дороги на основе лётчиков-инструкторов Одесской и Черниговской ВАШП на самолётах И-15 бис.

## Переформирование и расформирование полка
- 761-й истребительный авиационный Полоцкий орденов Суворова и Кутузова полк в январе 1961 года в связи со вхождением в состав ПВО страны был переименован в 761-й истребительный авиационный Полоцкий орденов Суворова и Кутузова полк ПВО.
- 761-й истребительный авиационный Полоцкий орденов Суворова и Кутузова полк ПВО в связи с передачей его в состав Армавирского ВВАУЛ 22 ноября 1969 года был переименован в учебный полк и получил наименование 761-й учебный авиационный Полоцкий орденов Суворова и Кутузова полк
- 20 августа 1991 года в связи с реформированием Вооружённых Сил полк был объединён с 709-м учебным авиационным полком Армавирского ВВАУЛ с одновременным перебазированием на аэродром Ханская (Майкоп)
- в связи с продолжением реформы Вооружённых сил России полк в 2009 году был расформирован.

## В действующей армии
В составе действующей армии:
- с 9 июля 1943 года по 9 мая 1945 года.

## Командиры полка
| Звание                      | Имя                             | Период               | Примечание |
| --------------------------- | ------------------------------- | -------------------- | ---------- |
| батальонный комиссар, майор | Сироткин Владимир Фролович      | 01.1942 — 10.09.1943 | погиб      |
| майор                       | Разоренов Константин Михайлович | 09.1943 — 31.12.1945 |            |

## В составе соединений и объединений
| Период        | Фронт (округ)                 | армия                                   | корпус                                     | дивизия                                       | примечание                                                          |
| ------------- | ----------------------------- | --------------------------------------- | ------------------------------------------ | --------------------------------------------- | ------------------------------------------------------------------- |
| 04.01.1942 г. | Среднеазиатский военный округ | ВВС Среднеазиатского военного округа    | -                                          | -                                             | ст. Геок-Тепе Ашхабадской ж/д, И-15 бис                             |
| 28.01.1942 г. | Среднеазиатский военный округ | ВВС Среднеазиатского военного округа    | -                                          | 136-я смешанная авиационная дивизия           | ст. Геок-Тепе Ашхабадской ж/д, И-15 бис                             |
| 28.01.1943 г. | Среднеазиатский военный округ | ВВС Среднеазиатского военного округа    | -                                          | 136-я смешанная авиационная дивизия           | переформирован, сдал И-15 бис в 385-й иап, убыл на переучивание     |
| 05.03.1943 г. | Сибирский военный округ       | ВВС Сибирского военного округа          | -                                          | 5-я запасная авиационная бригада              | Як-7б                                                               |
| 09.07.1943 г. | Воронежский фронт             | 2-я воздушная армия                     | 4-й истребительный авиационный корпус      | 294-я истребительная авиационная дивизия      | Як-7б, боевой работы не вёл                                         |
| 11.07.1943 г. | Воронежский фронт             | 2-я воздушная армия                     | 4-й истребительный авиационный корпус      | 294-я истребительная авиационная дивизия      | передал все Як-7б в другие полки дивизии, убыл за новыми самолётами |
| 21.07.1943 г. | Приволжский военный округ     | ВВС Приволжского военного округа        | -                                          | 13-й запасной истребительный авиационный полк | получил новые Як-7б                                                 |
| 29.07.1943 г. | Калининский фронт             | 3-я воздушная армия                     | -                                          | 259-я истребительная авиационная дивизия      | Як-7б                                                               |
| 20.10.1943 г. | 1-й Прибалтийский фронт       | 3-я воздушная армия                     | -                                          | 259-я истребительная авиационная дивизия      | Як-7б                                                               |
| 01.11.1943 г. | 1-й Прибалтийский фронт       | 3-я воздушная армия                     | -                                          | 259-я истребительная авиационная дивизия      | Як-7б, получил Як-9                                                 |
| 24.02.1945 г. | 3-й Белорусский фронт         | 3-я воздушная армия                     | Земландская оперативная группа войск       | 259-я истребительная авиационная дивизия      | Як-9                                                                |
| 03.04.1945 г. | 3-й Белорусский фронт         | 3-я воздушная армия                     | -                                          | 259-я истребительная авиационная дивизия      | Як-9, получил Як-3                                                  |
| 07.05.1945 г. | Ленинградский фронт           | 3-я воздушная армия                     | -                                          | 259-я истребительная авиационная дивизия      | Як-9, Як-3                                                          |
| 10.06.1945 г. | Особый военный округ          | 3-я воздушная армия                     | -                                          | 259-я истребительная авиационная дивизия      | Як-9, Як-3                                                          |
| 28.11.1945 г. | Бакинский военный округ       | 7-я воздушная армия                     | -                                          | 259-я истребительная авиационная дивизия      | Як-9, Як-3, Кировобад                                               |
| 24.04.1946 г. | Закавказский военный округ    | 11-я воздушная армия                    | -                                          | 259-я истребительная авиационная дивизия      | Як-9, Як-3, Кировобад                                               |
| 20.11.1947 г. | Бакинский военный округ       | 7-я воздушная армия                     | 5-й истребительный авиационный корпус      | 259-я истребительная авиационная дивизия      | Як-9, Як-3, Кировобад                                               |
| 10.01.1949 г. | Закавказский военный округ    | 34-я воздушная армия                    | 62-й истребительный авиационный корпус     | 259-я истребительная авиационная дивизия      | Як-9, Як-3, Кировобад                                               |
| 01.01.1950 г. | Бакинский район ПВО           | 42-я воздушная истребительная армия ПВО | 36-й истребительный авиационный корпус ПВО | 259-я истребительная авиационная дивизия      | Як-9, Як-3, Кировобад                                               |
| 01.01.1951 г. | Бакинский район ПВО           | 42-я воздушная истребительная армия ПВО | 36-й истребительный авиационный корпус ПВО | 259-я истребительная авиационная дивизия      | МиГ-15, Кировобад                                                   |
| 01.09.1953 г. | Бакинский район ПВО           | 42-я воздушная истребительная армия ПВО | 62-й истребительный авиационный корпус     | 259-я истребительная авиационная дивизия      | МиГ-17, Кюрдамир                                                    |
| 14.06.1954 г. | Бакинский округ ПВО           | 42-я воздушная истребительная армия ПВО | 62-й истребительный авиационный корпус     | 259-я истребительная авиационная дивизия      | МиГ-17, Кюрдамир                                                    |
| 1960 г.       | Бакинский округ ПВО           | -                                       | 15-й корпус ПВО                            | 259-я истребительная авиационная дивизия      | МиГ-17, Кюрдамир                                                    |
| 22.11.1960 г. | Бакинский округ ПВО           | -                                       | 15-й корпус ПВО                            | 259-я истребительная авиационная дивизия      | МиГ-17, Аджикабул                                                   |
| 1963 г.       | Бакинский округ ПВО           | -                                       | 15-й корпус ПВО                            |                                               | МиГ-17, Аджикабул                                                   |
| 22.11.1969 г. | Армавирское ВВАУЛ             |                                         |                                            |                                               | МиГ-17, переформирован в уап                                        |

## Первая победа полка в воздушном бою
Первая известная воздушная победа полка в Отечественной войне одержана 4 августа 1943 года: лейтенант Крылов М. А. в воздушном бою в районе юго-восточнее ст. Усвяты сбил немецкий разведчик Fw-189.

## Участие в операциях и битвах

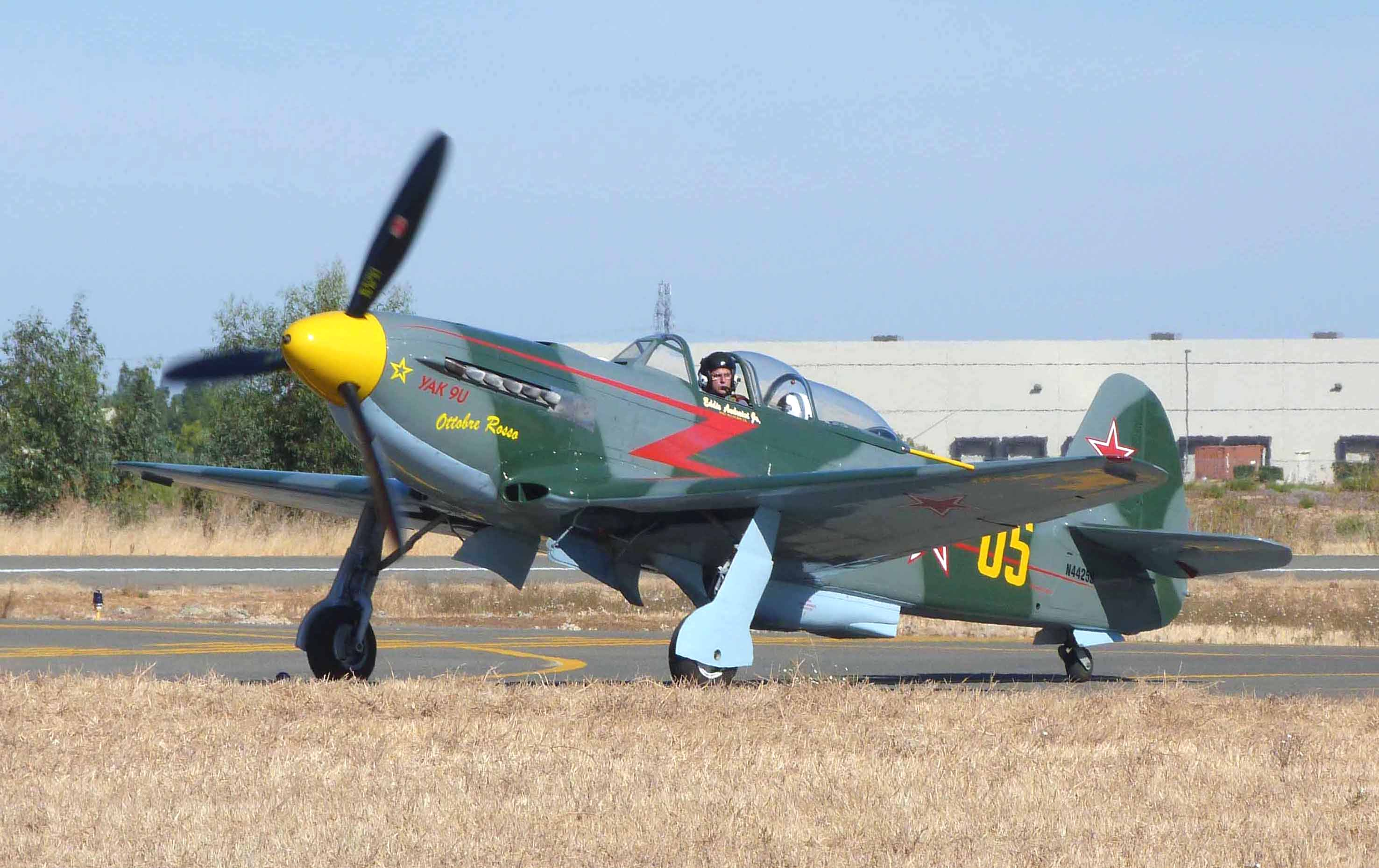
Як-9У

- Смоленская операция «Суворов» — с 7 августа 1943 года по 2 октября 1943 года.
- Духовщинско-Демидовская наступательная операция — с 13 августа 1943 года по 2 октября 1943 года.
- Невельская наступательная операция — с 6 октября 1943 года по 10 октября 1943 года.
- Городокская операция — с 12 декабря 1943 по 31 декабря 1943 года.
- Витебско-Оршанская операция — с 23 июня 1944 года по 28 июня 1944 года.
- Минская операция — с 29 июня 1944 года по 4 июля 1944 года.
- Полоцкая наступательная операция — с 29 июня 1944 года по 4 июля 1944 года.
- Шяуляйская операция — с 5 июля 1944 года по 31 июля 1944 года.
- Прибалтийская операция — с 14 сентября 1944 года по 24 ноября 1944 года.
- Рижская операция — с 14 сентября 1944 года по 22 октября 1944 года.
- Мемельская операция — с 5 октября 1944 года по 22 октября 1944 года.
- Восточно-Прусская операция — с 13 января 1945 года по 25 апреля 1945 года.
- Кёнигсбергская операция — с 6 апреля 1945 года по 9 апреля 1945 года.
- Земландская наступательная операция — с 13 апреля 1945 года по 25 апреля 1945 года.
- Блокада и ликвидация Курляндской группировки — с 5 мая 1945 года по 9 мая 1945 года.

## Почётные наименования
761-му истребительному авиационному полку 23 июля 1944 года за отличие в боях с немецкими захватчиками за овладение городом Полоцк присвоено почётное наименование «Полоцкий».

## Награды
- 761-й Полоцкий истребительный авиационный полк за образцовое выполнение заданий командования в боях с немецкими захватчиками при прорыве обороны противника северо-западнее и юго-западнее Шяуляй (Шавли) и проявленные при этом доблесть и мужество Указом Президиума Верховного Совета СССР от 31 октября 1944 года награждён орденом Кутузова III степени.
- 761-й Полоцкий ордена Кутузова III степени истребительный авиационный полк за образцовое выполнение заданий командования в боях с немецкими захватчиками при овладении городом и крепостью Пиллау и проявленные при этом доблесть и мужество Указом Президиума Верховного Совета СССР от 28 мая 1945 года награждён орденом Суворова III степени.

## Благодарности Верховного Главнокомандования
За проявленные образцы мужества и героизма Верховным Главнокомандующим лётчикам полка в составе дивизии объявлены благодарности:
За проявленные образцы мужества и героизма Верховным Главнокомандующим дивизии объявлены благодарности:
- За овладение городом и крупной железнодорожной станцией Городок[4]
- За прорыв обороны Витебского укреплённого района немцев, северо-западнее города Витебск[5].
- За овладение городом Паневежис[6]
- За овладение городом Елгава (Митава)[7].
- За разгром группы немецких войск юго-западнее Кёнигсберга[8].
- За овладение городом и крепостью Кёнигсберг[9].
- За овладение городом и крепостью Пиллау[10].

| Як-7УТ | Як-9УМ | Як-7 |

## Статистика боевых действий
Всего годы Великой Отечественной войны полком:
| Выполнено боевых вылетов | Проведено воздушных боёв | Сбито самолётов в воздухе | Уничтожено самолётов всего |
| ------------------------ | ------------------------ | ------------------------- | -------------------------- |
| 7139                     | 110                      | 142                       | 147                        |

Свои потери:
| Потеряно самолётов, всего | Погибло лётчиков всего |
| ------------------------- | ---------------------- |
| 50                        | 33                     |

## Самолёты на вооружении
| Период      | Самолёты             |
| ----------- | -------------------- |
| 1942 — 1943 | И-15 бис             |
| 1943 — 1944 | Як-7Б                |
| 1943 — 1946 | Як-9                 |
| 1945 — 1951 | Як-3                 |
| 1951 — 1953 | МиГ-15               |
| 1953 — 1969 | МиГ-17 МиГ-19, Як-25 |
| 1969 — 1991 | Л-29                 |
| 1988 — 1998 | Л-39                 |
| 1998 — 2009 | МиГ-23               |

| МиГ-17 | МиГ-15 | МиГ-17 |

## Базирование
| Период                  | Аэродромы                        |
| ----------------------- | -------------------------------- |
| 06.1945 — 28.11.45      | Храброво, Кёнигсбергская область |
| 12.1945 — 1953          | Кировобад, Азербайджанская ССР   |
| 1953 — 22.11.1960       | Кюрдамир, Азербайджанская ССР    |
| 22.11.1960 — 22.11.1969 | Аджикабул, Азербайджанская ССР   |
| 22.11.1969 — 2009       | Ханская, Майкоп, Адыгея          |

## Известные люди служившие в полку
- подполковник Г. Н. Осипович — сбивший 1 сентября 1983 года над Сахалином южнокорейский «Боинг‑747».  В 1983-1989 гг. служил в полку на должности старшего штурмана полка.